# Clément Lippacher
Clément Lippacher, né le 23 novembre 1850 à Haguenau et mort à Strasbourg le 10 octobre 1934, est un pianiste, organiste et compositeur français.

## Biographie
De 1863 à 1867, il est l'élève d'Édouard Ignace Andlauer à l'école de musique de Haguenau en Alsace. Il poursuit sa formation à l'École Niedermeyer de Paris, il remporte un deuxième prix d'orgue en 1868, un premier accessit de plain-chant en 1869, un deuxième prix d'harmonie en 1870.
De 1870 à 1871, il est organiste à la cathédrale de Noyon et il partira ensuite à la cathédrale d'Amiens. 
En 1880, il est choisi pour succéder à Raoul Pugnot en tant qu'organiste à la paroisse de l'église Saint-Eugène à Paris. Il y exercera jusqu'en 1905. 

## Œuvres
- 1882 :  Les Papillons, ballet en 2 actes de Holtzer, musique  de Raoul Pugno et Clément Lippacher.
- 1883 : la Vente de M. X...
- 1886 : Viviane, ballet-féerie en cinq actes et six tableaux, d'Edmond Gondinet, musique de Raoul Pugno et Clément Lippacher, représenté la 1re fois, le 28 octobre 1886 à l’Eden-Théâtre[3].
- 1886 : La Pension de Me Laicque, avec Mengal
- 1886 : Joséphine vendue par ses sœurs, opéra bouffe en 3 actes de Paul Ferrier et Fabrice Carré, musique de Victor Roger[note 1], création à Paris, théâtre des Bouffes-Parisiens, le 20 mars[4].
- 1892 : Le Christ, drame sacré, livret de Charles Grandmougin, musique de scène de Clément Lippacher[5].
- 1892 :  Noël d'Alsace, livret de Charles Grandmougin, musique de scène de Clément Lippacher.